# 马尔库·基马莱宁
马尔库·基马莱宁（芬蘭語：Markku Kiimalainen，1955年10月8日—），芬兰男子冰球运动员，场上位置是前锋。他曾代表芬兰国家队参加1980年冬季奥林匹克运动会冰球比赛，获得第四名。